# كريم الأحمدي
كريم الأحمدي لاعب مغربي دولي ولد في مدينة أنسخديه في شرق هولندا في 27 يناير/كانون الثاني 1985. قائد ولاعب نادي الاتحاد السعودي سابقاً قبل أن يجري الاتفاق بينه وبين النادي على فسخ عقده بسبب الإصابة.
بدأ اللعب مع نادي تفينتي سنة 2003 والذي لعب معه حتى سنة 2008 ثم انتقل إلى نادي فينورد والذي غادره في تموز/يوليو 2012 في اتجاه نادي أستون فيلا قبل أن يعود مرة أخرى لنادي فينورد في أيلول/سبتمبر 2014 بعقد لمدة ثلاثة أعوام وهو يحمل شارة العميد في الفريق، وبدأ اللعب مع المنتخب الأول المغربي سنة 2008. أعلن كريم اعتزاله دوليا بعد الخسارة غير المتوقعة أمام منتخب بنين بركلات الجزاء الترجيحية خلال كأس الأمم الأفريقية 2019. قدم الأحمدي أداء طيبا مع المنتخب المغرب طوال مسيرته التي دامت عشر سنوات.

## المشاركات الدولية
الاحصائيات محدثة في تاريخ 25 يونيو 2018.
| السنة | المشاركات | الأهداف |
| ----- | --------- | ------- |
| 2009  | 7         | 1       |
| 2010  | 4         | 0       |
| 2011  | 2         | 0       |
| 2012  | 4         | 0       |
| 2013  | 2         | 0       |
| 2014  | 3         | 0       |
| 2015  | 4         | 0       |
| 2016  | 6         | 0       |
| 2017  | 10        | 0       |
| 2018  | 7         | 0       |

## المسيرة الدولية
خاض الأحمدي مباراته الدولية الأولى بتاريخ 19 نوفمبر 2008 ضد زامبيا في مقابلة ودية في الوقت الذي سجل فيه هدفه الدولي الأول في مباراة ودية ضد الكونغو في 12 أغسطس 2009، شارك الأحمدي في ثلاثة كؤوس إفريقية بالإضافة إلى قيادته المنتخب المغربي للمشاركة في نهائيات كأس العالم 2018 بعد غياب دام 20 سنة. كان الأحمدي من الركائز الأساسية في تشكيلة المدرب الفرنسي هيرفي رونار وخصوصا في تشكيلة هيرفي رونار في كأس أمم إفريقيا 2019 التي أقيمت في مصر.

## الألقاب
- كأس هولندا (مرتين) :2018،2016
- الدوري الهولندي (1 مرة) :2017
- كأس السوبر الهولندي (1 مرة) :2017

### فردية
- لاعب العام في نادي فينورد الهولندي 2011
- جائزة الحذاء الذهبي لأفضل لاعب في الدوري الهولندي عام : 2017